# Cam Nancarrow
Cam Nancarrow, né le 9 avril 1945 à Sydney, est un joueur professionnel de squash représentant l'Australie. En mars 2008, il est intronisé au Squash Australia Hall of Fame. 

## Biographie
Cam Nancarrow est venu au sport qui l'a fait champion du monde presque par accident.
Lorsqu'en 1961 un centre de squash a été construit près de l'endroit où il vivait dans la banlieue sud de Sydney, à Rockdale, le père de Cam  gagne un tirage au sort pour célébrer l'ouverture des courts, remportant une raquette, quelques balles et une paire de chaussures.
Mais après avoir joué à quelques reprises, le père de Cam décide que c'était trop difficile et donne l'équipement à son fils, alors âgé de seize ans et amoureux du golf.
Cam tente sa chance et se rend vite compte qu'il a du talent pour le jeu, devenant rapidement un junior de tout premier plan, remportant sa première épreuve lorsqu'il remporte le championnat Combined High School à Sydney.
Cam Nancarrow remporte le championnat amateur australien en 1972 et enchaîne cette victoire avec les titres amateurs britanniques et l'Open de Nouvelle-Zélande la même année.
Il atteint son apogée l'année suivante lorsqu'il remporte le titre mondial amateur en Afrique du Sud, battant l'Anglais Bryan Patterson en finale. Il avait été finaliste en 1967 et 1971.
Cam Nancarrow commence sa carrière professionnelle en 1973. En 1967, il atteint la finale du British Open, qu'il perd contre Geoff Hunt en trois manches. Dix ans plus tard, en 1977, il se qualifie de nouveau pour la finale, mais s'incline à nouveau contre le même Geoff Hunt, cette fois en quatre manches. Avec l'équipe nationale australienne, il remporte quatre championnats du monde par équipes à l'âge d'or du squash australien entre 1967 et 1973.
A la fin de sa carrière, il s'installe dans le Queensland, où il travaille comme restaurateur de meubles. 

## Palmarès

### Titres
- Championnats du monde par équipes : 4 titres (1967, 1969, 1971, 1973)

### Finales
- British Open : 2 finales (1969, 1977)